# أسد عبيدي
أسد علي عبيدي (مواليد 12 يوليو 1956) مهندس كهرباء باكستاني أمريكي. يعمل أستاذاً منتظماً في جامعة كاليفورنيا ، لوس أنجلوس ، وهو الحائز الأول لكرسي عبد السلام في جامعة لاهور للعلوم الإدارية. اشتهر بريادته في مجال تقنية RF CMOS خلال أواخر الثمانينيات وأوائل التسعينيات. اعتبارًا من عام 2008 ، يتم إنتاج أجهزة الإرسال والاستقبال الراديوية في جميع أجهزة الشبكات اللاسلكية والهواتف المحمولة الحديثة على نطاق واسع كأجهزة RF CMOS.